# روکا نو یوشا
روکا نو یوشا (به ژاپنی: 六花の勇者 Rokka no Yūsha) یک مجموعه لایت نوول ژاپنی نوشته ایشیئو یاماگاتا که توسط میاگی نیز مصورسازی شده‌است. این سری توسط انتشارات شوئیشا از اوت ۲۰۱۱ در حال چاپ است. همچنین یک سری مانگا بر اساس این لایت نوول توسط کی تورو طراحی شده‌است که از ۲۵ فوریه ۲۰۱۲ در مجله سوپر دش و گو! شوئیشا آغاز به چاپ شد. یک مجموعه تلویزیونی انیمه ۱۲ قسمتی نیز توسط استودیو «پشن» و به کارگردانی تاکئو تاکاهاشی دستمایه اقتباس قرار گرفت که از ۴ ژوئیه تا ۱۹ سپتامبر ۲۰۱۵ پخش شد.